# Carmen Piemonte
Carmen Piemonte Miani (Buia, 28 de octubre de 1930) fue una pintora y catedrática chilena de origen italiano adscrita al denominado Movimiento Forma y Espacio, que se fundamentó en la abstracción geométrica, y una de las pocas mujeres pertenecientes al Grupo Rectángulo.
Estudió en la Universidad de Chile, donde fue alumna de Ramón Vergara Grez —gestor del Grupo Rectángulo— y desde donde regresó en 1955 como profesora de artes plásticas. En su obra «el factor humano está presente, encerrado detrás de formas que pueden ser edificios y ciudades. Esferas encerradas en cubos totalmente herméticos establecen el tema de la comunicación. Así revela una concepción particular del ser humano, dominado por sus problemas existenciales».

Participó en varias exposiciones individuales y colectivas durante su carrera, entre ellas la II Muestra Nacional del Movimiento Forma y Espacio en el Museo de Arte Contemporáneo de Santiago (1965), en la Feria de Lausana en Suiza (1970), la segunda, tercera y cuarta Bienal Internacional de Arte de Valparaíso (1975, 1977 y 1979), la muestra Diez Mujeres, exposición itinerante Europa del Instituto Cultural de Las Condes (1986), entre otras muestras grupales del Movimiento forma y espacio en Santiago, Talca, Antofagasta y Linares desde mediados de la década de 1980, entre otras exposiciones.
En 2020 recibió el Premio Artista Mujer, otorgado por Fundación Antenna, Collectio, Studio Digital y el Capítulo Chileno del National Museum of Women in the Arts.
Falleció en Santiago de Chile, en diciembre de 2024.